# Bobby Simmons
Bobby Simmons (Chicago, Illinois, 2 de junio de 1980) es un exjugador de baloncesto estadounidense que disputó 10 temporadas en la NBA. Con 1,98 metros de altura, jugaba en la posición de alero.

## Carrera

### Universidad
Disputó tres temporadas con los Demons de la universidad DePaul (1998–2001).

### Profesional
Fue escogido en la posición 42 de la segunda ronda del Draft de la NBA de 2001 por Seattle SuperSonics, aunque sus derechos fueron traspasados a Washington Wizards por Predrag Drobnjak. 
Fue enviado el 11 de septiembre de 2002 a Detroit Pistons con Hubert Davis y Richard Hamilton a cambio de Jerry Stackhouse, Brian Cardinal y Ratko Varda. 
Posteriormente, el jugador fue cortado y regresó a los Wizards al poco tiempo. 
El 26 de septiembre de 2003 firmó por Los Angeles Clippers como agente libre.
En la temporada 2004-05 explotó en la NBA, siendo nombrado el Jugador Más Mejorado de la campaña tras promediar 16,4 puntos por encuentro.
El 8 de agosto de 2004 fichó como agente libre por Milwaukee Bucks, donde jugó dos temporadas, pero se vio lastrado por numerosas lesiones, llegándose a perder una temporada completa. 
El 26 de junio de 2008 fue traspasado a New Jersey Nets junto con Yi Jianlian a cambio de Richard Jefferson.
En septiembre de 2010, ficha por San Antonio Spurs, pero en noviembre es cortado de nuevo.
En marzo de 2011, firma por los Reno Bighorns de la NBA D-League.
En febrero de 2012, firma dos contratos de 10 días con Los Angeles Clippers, equipo que le contrata hasta final de temporada, y con el que disputa PlayOffs.

### Selección nacional
Perteneció a la selección de Estados Unidos que participó en el Campeonato del Mundo Junior celebrado en Lisboa en el año 1999, donde EE. UU. perdió en la final contra la selección española de Pau Gasol, Juan Carlos Navarro o Raül López, entre otros.

## Estadísticas de su carrera en la NBA

### Temporada regular
| Año     | Equipo        | PJ  | PT  | MPP  | %TC  | %3P  | %TL  | RPP | APP | ROB | TPP | PPP  |
| ------- | ------------- | --- | --- | ---- | ---- | ---- | ---- | --- | --- | --- | --- | ---- |
| 2001-02 | Washington    | 30  | 3   | 11.4 | .453 | .286 | .733 | 1.7 | .6  | .4  | .2  | 3.7  |
| 2002-03 | Washington    | 36  | 2   | 10.5 | .393 | .000 | .914 | 2.1 | .6  | .3  | .1  | 3.3  |
| 2003-04 | L.A. Clippers | 56  | 8   | 24.6 | .394 | .167 | .834 | 4.7 | 1.7 | .9  | .3  | 7.8  |
| 2004-05 | L.A. Clippers | 75  | 74  | 37.3 | .466 | .435 | .846 | 5.9 | 2.7 | 1.4 | .2  | 16.4 |
| 2005-06 | Milwaukee     | 75  | 74  | 33.8 | .453 | .420 | .825 | 4.4 | 2.3 | 1.1 | .3  | 13.4 |
| 2007-08 | Milwaukee     | 70  | 21  | 21.7 | .421 | .351 | .757 | 3.2 | 1.1 | .7  | .1  | 7.6  |
| 2008-09 | New Jersey    | 71  | 44  | 24.4 | .449 | .447 | .741 | 3.9 | 1.3 | .7  | .1  | 7.8  |
| 2009-10 | New Jersey    | 23  | 2   | 17.2 | .359 | .317 | .900 | 2.7 | .7  | .6  | .1  | 5.3  |
| 2010-11 | San Antonio   | 2   | 0   | 8.0  | .000 | .000 | .000 | 0.0 | 1.0 | .0  | .0  | 0.0  |
| 2011-12 | L.A. Clippers | 28  | 0   | 14.9 | .311 | .333 | .571 | 2.0 | .4  | .5  | .1  | 2.9  |
| Total   | Total         | 466 | 228 | 24.7 | .437 | .396 | .823 | 3.8 | 1.5 | .8  | .2  | 9.0  |

### Playoffs
| Año   | Equipo        | PJ | PT | MPP  | %TC  | %3P  | %TL  | RPP | APP | ROB | TPP | PPP |
| ----- | ------------- | -- | -- | ---- | ---- | ---- | ---- | --- | --- | --- | --- | --- |
| 2006  | Milwaukee     | 5  | 5  | 31.8 | .333 | .417 | .000 | 3.6 | 2.0 | 1.8 | .2  | 6.6 |
| 2012  | L.A. Clippers | 4  | 1  | 8.0  | .556 | .250 | .000 | .3  | .0  | .0  | .0  | 2.8 |
| Total | Total         | 9  | 6  | 21.1 | .373 | .375 | .000 | 2.1 | 1.1 | 1.0 | .1  | 4.9 |